# Desmond Connell
Desmond Connell (Phibsborough, 24 marzo 1926 – Dublino, 21 febbraio 2017) è stato un cardinale e arcivescovo cattolico irlandese.

## Biografia
Dopo aver frequentato la St. Peter's National School e il Belvedere College, studiò al Clonliffe College e venne ordinato sacerdote il 19 maggio 1951. Si laureò in Lettere presso l’University College Dublin nel 1946 e dal 1947 al 1951 studiò teologia a Maynooth e nel 1950 conseguì anche la laurea in Teologia. In seguito frequentò l'Università di Lovanio, in Belgio, dal 1951 al 1953, anno in cui conseguì la laurea in Filosofia mentre dal 1953 lavorò nel Dipartimento di Metafisica presso lo UCD (University College Dublin). Nel 1972 divenne professore di Metafisica generale e fu eletto Decano della Facoltà di Filosofia e Sociologia nel 1983 per due mandati. Nel 1981 per le sue pubblicazioni venne insignito del Dottorato in Lettere dalla National University of Ireland. Nel 1984 fu nominato Prelato d'Onore del Papa e Cappellano in tre comunità di suore contemplative: le Clarisse Povere (Clarisse dell'Immacolata Concezione), a Donnybrook (1953-55), le Carmelitane a Drumcondra (1955-1966) e le Carmelitane a Blackrock dal 1966.
Venne nominato da papa Giovanni Paolo II nuovo arcivescovo metropolita di Dublino e primate d'Irlanda il 21 gennaio 1988 e consacrato il 6 marzo successivo. Papa Giovanni Paolo II lo innalzò alla dignità cardinalizia nel concistoro del 21 febbraio 2001.
Rinunciò al governo pastorale dell'arcidiocesi il 26 aprile 2004, quando gli successe Diarmuid Martin, e nel 2005 partecipò al conclave che elesse papa Benedetto XVI.
Allo scoppiare dello scandalo di abusi sessuali da parte di membri del clero irlandese, nel 2009, venne accusato dalla Commissione istituita dall'arcidiocesi di Dublino per indagare su tali crimini, di aver adottato un comportamento inadeguato nell'affrontare questi casi. Nello stesso anno, Connell aveva chiesto perdono pubblicamente alle vittime.
Malato da tempo, è morto nel sonno all'età di 90 anni il 21 febbraio 2017. In seguito ai solenni funerali celebrati dall'arcivescovo Diarmuid Martin il 24 febbraio, è stato sepolto all'interno della cripta della procattedrale di Santa Maria.

## Genealogia episcopale e successione apostolica
La genealogia episcopale è:
- Cardinale Scipione Rebiba
- Cardinale Giulio Antonio Santori
- Cardinale Girolamo Bernerio, O.P.
- Arcivescovo Galeazzo Sanvitale
- Cardinale Ludovico Ludovisi
- Cardinale Luigi Caetani
- Cardinale Ulderico Carpegna
- Cardinale Paluzzo Paluzzi Altieri degli Albertoni
- Papa Benedetto XIII
- Papa Benedetto XIV
- Papa Clemente XIII
- Cardinale Bernardino Giraud
- Cardinale Alessandro Mattei
- Cardinale Pietro Francesco Galleffi
- Cardinale Filippo de Angelis
- Cardinale Amilcare Malagola
- Cardinale Giovanni Tacci Porcelli
- Cardinale Fernando Cento
- Arcivescovo Gaetano Alibrandi
- Cardinale Desmond Connell

La successione apostolica è:
- Vescovo Eamonn Oliver Walsh (1990)
- Vescovo James Moriarty (1991)
- Vescovo Fiachra Ó Ceallaigh, O.F.M. (1994)
- Vescovo Martin Drennan (1997)
- Vescovo Raymond W. Field (1997)